# کرامپ (تنسی)
کرامپ(به انگلیسی: Crump) شهری در ایالت تنسی کشور ایالات متحده آمریکا است که جمعیت آن در سرشماری سال ۲۰۱۰ میلادی، ۱٬۴۲۸ نفر بوده‌است.